# Auch
Auch là tỉnh lỵ của tỉnh Gers, thuộc vùng hành chính Occitanie của nước Pháp, có dân số là 21.838 người (thời điểm 1999).

## Khí hậu
| Dữ liệu khí hậu của Auch                 | Dữ liệu khí hậu của Auch | Dữ liệu khí hậu của Auch | Dữ liệu khí hậu của Auch | Dữ liệu khí hậu của Auch | Dữ liệu khí hậu của Auch | Dữ liệu khí hậu của Auch | Dữ liệu khí hậu của Auch | Dữ liệu khí hậu của Auch | Dữ liệu khí hậu của Auch | Dữ liệu khí hậu của Auch | Dữ liệu khí hậu của Auch | Dữ liệu khí hậu của Auch | Dữ liệu khí hậu của Auch |
| Tháng                                    | 1                        | 2                        | 3                        | 4                        | 5                        | 6                        | 7                        | 8                        | 9                        | 10                       | 11                       | 12                       | Năm                      |
| ---------------------------------------- | ------------------------ | ------------------------ | ------------------------ | ------------------------ | ------------------------ | ------------------------ | ------------------------ | ------------------------ | ------------------------ | ------------------------ | ------------------------ | ------------------------ | ------------------------ |
| Cao kỉ lục °C (°F)                       | 20.9 (69.6)              | 24.3 (75.7)              | 27.8 (82.0)              | 29.4 (84.9)              | 33.7 (92.7)              | 38.4 (101.1)             | 42.0 (107.6)             | 40.9 (105.6)             | 38.0 (100.4)             | 31.2 (88.2)              | 26.5 (79.7)              | 21.8 (71.2)              | 42.0 (107.6)             |
| Trung bình ngày tối đa °C (°F)           | 9.7 (49.5)               | 11.6 (52.9)              | 14.9 (58.8)              | 17.0 (62.6)              | 21.4 (70.5)              | 25.0 (77.0)              | 27.7 (81.9)              | 27.9 (82.2)              | 24.6 (76.3)              | 19.8 (67.6)              | 13.3 (55.9)              | 10.1 (50.2)              | 18.6 (65.5)              |
| Trung bình ngày °C (°F)                  | 5.3 (41.5)               | 6.6 (43.9)               | 9.2 (48.6)               | 11.5 (52.7)              | 15.6 (60.1)              | 19.0 (66.2)              | 21.3 (70.3)              | 21.4 (70.5)              | 18.1 (64.6)              | 14.4 (57.9)              | 8.8 (47.8)               | 5.9 (42.6)               | 13.1 (55.6)              |
| Tối thiểu trung bình ngày °C (°F)        | 1.0 (33.8)               | 1.6 (34.9)               | 3.6 (38.5)               | 6.0 (42.8)               | 9.8 (49.6)               | 13.1 (55.6)              | 15.0 (59.0)              | 15.0 (59.0)              | 11.6 (52.9)              | 8.9 (48.0)               | 4.3 (39.7)               | 1.7 (35.1)               | 7.7 (45.9)               |
| Thấp kỉ lục °C (°F)                      | −20.0 (−4.0)             | −13.6 (7.5)              | −10.5 (13.1)             | −3.7 (25.3)              | 0.5 (32.9)               | 2.6 (36.7)               | 7.3 (45.1)               | 3.6 (38.5)               | 2.5 (36.5)               | −3.5 (25.7)              | −10.5 (13.1)             | −12.4 (9.7)              | −20.0 (−4.0)             |
| Lượng Giáng thủy trung bình mm (inches)  | 56.2 (2.21)              | 48.8 (1.92)              | 49.7 (1.96)              | 71.1 (2.80)              | 68.4 (2.69)              | 57.9 (2.28)              | 51.9 (2.04)              | 57.1 (2.25)              | 54.6 (2.15)              | 57.3 (2.26)              | 60.2 (2.37)              | 52.2 (2.06)              | 685.4 (26.98)            |
| Số ngày giáng thủy trung bình (≥ 1.0 mm) | 9.6                      | 7.6                      | 8.4                      | 11.1                     | 9.5                      | 7.7                      | 6.0                      | 6.5                      | 7.5                      | 9.1                      | 9.4                      | 8.7                      | 101.2                    |
| Số giờ nắng trung bình tháng             | 92.4                     | 111.0                    | 167.6                    | 176.6                    | 196.8                    | 209.8                    | 234.6                    | 223.6                    | 197.2                    | 145.2                    | 94.5                     | 79.4                     | 1.928,6                  |
| Nguồn: Météo France                      |                          |                          |                          |                          |                          |                          |                          |                          |                          |                          |                          |                          |                          |

## Những người con của thành phố
- Jean Joseph Paul Dessolles, hầu tước, tướng lĩnh quân đội
- Louis Thomas Villaret de Joyeuse (1750-1812)
- Dominic Serres (1719-1793), họa sĩ
- Jacques Fouroux (1947-2005), vận động viên Rugby